# Mikroračunalnik
Mikroračunalnik (angleško microcomputer) je računalnik, katerega osrednja obdelovalna enota je samo en čip (mikroprocesor). Mikroračunalniki so nastali v 70. letih 20. stoletja in so predhodniki današnjih osebnih računalnikov. Ime izvira iz dejstva, da so mnogo manjši od osrednjih računalnikov (mainframe).